# Vannottu
Vannottu är en ö i Finland. Den ligger i sjön Iso-Tarjanne och i kommunen Virdois i den ekonomiska regionen  Övre Birkalands ekonomiska region  och landskapet Birkaland, i den södra delen av landet, 220 km norr om huvudstaden Helsingfors. Öns area är 20,1 hektar och dess största längd är 0,6 kilometer i sydöst-nordvästlig riktning.